# Бандолера (серіал)
Іспанська теленовела. Події відбуваються у найпівденнішому регіоні Іспанії — Андалусії, у другій половині 19 століття. Бандолера — прізвисько відважної англійки Сари Рівз, яке дослівно перекладається, як «бандитка».

## Сюжет
Вона бореться за справедливість у невеличкому містечку Арасана супроти великих землевласників та «Цивільної гвардії» — військового підрозділу, що захищає переважно права багатіїв. Події відбуваються на тлі зародження у Європі ідеалів соціалізму та анархізму.

## Показ в Україні
В Україні транслювали з 14 жовтня 2013 року на 2 каналі з понеділка по середу о 17:00. Серіал складається з двох сезонів по 168 та 340 серій відповідно. Прем'єра у Іспанії відбулася 10 січня 2011 року. Серіал озвучено закадровим перекладом і переспівано українською мовою головну пісню.

## Двоголосе закадрове озвучення
Українською мовою серіал озвучено на замовлення «2 каналу» у 2013 році.

### Ролі озвучували
- Олег Лепенець — всі чоловічі ролі
- Олена Бліннікова — всі жіночі ролі